# ネクロ (ストリートファイター)
ネクロ（Necro）は、カプコンの2D対戦型格闘ゲーム『ストリートファイターIII』シリーズに登場する架空の人物。

## キャラクターの概要
ロシア出身で、本名はイリヤ。極寒の貧しい村で四人兄妹の上から3番目の三男として生まれ、ソ連の崩壊後に自由と富を求めて村を出た。その際、甘言に乗せられてギルの秘密結社に入り、人体改造によりゴムのように伸びる柔軟な体と放電能力を身に着けて、｢ネクロ｣の名前を与えられた。しかし、組織が自分にもたらすものが何も無いと知り、組織に囚われていた少女エフィーと共に逃亡を図る。『3rd』でも執拗に追いかけてくる組織の追っ手から逃げ続けている。
紫目の色を帯びた白の肌に、通常の人間に比べると非常に長い腕を持ち、肩と額に矢印形で紅色のマーキングがされている。服装は、紫のレザーのように見えるズボンにガードルをつけ、肩周りに金属の円形のプレートがナットでとめられている。また、アレックス以上の長身を誇るが、猫背であるためそれほど大きくは見えない。
シリーズ全てを通して、エンディングがエフィーとの逃避行になっている。『ストリートファイターIII』1作目（以下『1st』）および『2nd』ではギルによって封印された後にエフィーによって助け出されて、2人でバイクに乗って逃亡する。『3rd』では追っ手から逃れるため列車の上から谷底に向かってジャンプして、その際に奈落の底へ落ちて行くエフィーを腕を伸ばして助け、この時ばかりは自分の体に感謝するといった内容のもの。
上記のゴムのような体と放電能力を、人体改造の際にサイバー技術によって脳に直接刷り込まれた格闘技術で使いこなして戦う。他シリーズに登場するダルシムの「体を自由に伸ばすことで人間の規格外の動きをする」というコンセプトを、そのまま継承している。腕や足を伸ばす他にも、ゴムパチンコのゴムのように体を相手にぶつけたり、普通の人間には不可能なほどに体を捻った状態からパンチを繰り出すなどの攻撃ができる。
ホームステージは、『1st』および『2nd』ではロシア・シベリア鉄道。『3rd』ではロシア郊外の建築現場。
『ストリートファイターV』（以下『ストV』）には参戦していないが、公式ホームページ「シャドルー格闘家研究所」の「キャラ図鑑」にて個人プロフィールが明かされている。また、『ストV』の期間限定配信ステージの背景「Spooly Arena」にてエフィーとともに登場している。

### 関連キャラクター
エフィー
声 - 天野由梨
ギルの組織に囚われていた少女。ネクロを本名の｢イリヤ｣と呼び、恋人関係でもある。無数の棘のある紅の服や赤いリボンとグローブを身に着けており、金髪のツインテールの髪形をして、目の下には濃い隈がある。『3rd』のエンディングではネクロと同様に人体改造された事実が判明（ただし能力は不明）。
『2nd』以降は試合開始前のデモや勝利ポーズ時にも姿を見せ、ネクロと共にポーズをとったりする。また「グレードジャッジシステム」の採点キャラクターとしてもランダムで現れる（この場合、ネクロを贔屓した判定を下すことはない）。
「シャドルー格闘家研究所」の「キャラ図鑑」のイラストではチェーンソーを持っている。

## キャラクターの特徴
リーチの長い攻撃で中距離から遠距離の戦いを得意とする。反面、動きが遅く技の隙も大きいため、素早い相手が苦手。また攻撃力も低いため、長期戦になりがちで集中力を要するキャラクターである。
『3rd』からは通常技のリーチが以前よりさらに長くなった反面、攻撃を外した時の隙も大きくなり、キャラクターの特徴が前にも増して浮き彫りとなった。

## 技の解説

### 通常技
『ストIII』シリーズでの技名称を掲載。立ち状態での通常技は遠近による区別ではなく、『スパII X』でのダルシムや『ZERO3』でのV-ISMのようにレバー後入れで使い分けることができる。
| 操作     | 立ち（レバー後入）                        | 立ち（レバー後以外）                        | しゃがみ                                      | 垂直ジャンプ                              | 斜めジャンプ                                      |
| -------- | ----------------------------------------- | ------------------------------------------- | --------------------------------------------- | ----------------------------------------- | ------------------------------------------------- |
| 弱パンチ | エルボー                                  | ネイルスティック                            | ジャブ                                        | ネイルスティック                          | フィンガーアタック                                |
| 中パンチ | エルボー                                  | フック                                      | アンチ・エア・パンチ                          | ネイルスティック(※1) / ネイルスピア(※2)   | フィンガーアタック(※1) / フィンガージャベリン(※2) |
| 強パンチ | ネクロストレート(※1) / ネクロアッパー(※2) | ネクロストレート                            | エルボーキャノン(※1) / ウィップストレート(※2) | フライングクロスチョップ                  | フライングクロスチョップ                          |
| 弱キック | キック(※3) / ニーダガー(※4)               | キック                                      | クラウチングキック                            | フライングニー                            | フライングニー                                    |
| 中キック | ニーアタック                              | ネクロキック                                | クラウチングキック                            | ラウンドキック(※3) / ネクロハイキック(※4) | ラウンドキック(※3) / ネクロハイキック(※4)         |
| 強キック | ニーミサイル                              | ラウンドキック(※1) / ラウンドハイキック(※2) | クラウチングラウンドキック                    | ラウンドキック                            | ラウンドキック                                    |

※1 『1st』および『2nd』まで。
※2 『3rd』以降。
※3 『1st』のみ
※4 『2nd』以降。

### パーソナルアクション
顎をつかみ下に伸ばして、舌を波打たせて挑発する。舌に攻撃判定が存在して、ボタン押しっぱなしで出し続けることが可能。効果は、直後に出した投げ以外の攻撃の威力を上げる。ヒットの有無にかかわらず、効果は1度きりで消滅する。

### 投げ技
ショルダーアタック
相手を掴んだまま自分の体を思いっきり後ろに伸ばして、ゴムのように戻ってくる肉弾をぶつけて攻撃する投げ技。「フランケンシュタイナー」より威力が高い。
フランケンシュタイナー
同名のプロレス技とほぼ同一の技。威力はやや低いが、「ショルダーアタック」ほど間合いが離れない。
ジャーマンスープレックス
伸びる腕を利用した非常に高い角度から繰り出されるジャーマンスープレックス。相手が後ろ向き状態の時に投げコマンドを入力するか、「スネークファング」を当てるとこの技になる。威力は通常投げの中で最高だが、状況限定のため狙って出すのは難しい。

### 特殊技
ドリルキック
空中で錐揉み状に回転しながら斜め下に蹴りを放つ。弱中強ボタンにより飛ぶ角度が変わる。ダルシムの同名の技とは異なり、2〜3hitする。
ネクロアッパー
『2nd』まではしゃがみ状態でレバー斜め後入れ技（＝特殊技扱い）だが、『3rd』では立ち状態でレバー真後入れ技（＝通常技扱い）になっている。落ちてくる相手に追撃を決めることで比較的まとまったダメージを与えられる。
エルボーキャノン
『2nd』まではしゃがみ状態でレバー真下もしくは斜め前入れ技（＝通常技扱い）だが、『3rd』では『2nd』までのネクロアッパーと同じしゃがみ状態でレバー斜め後入れ技（＝特殊技扱い）に変更されている。

### ターゲットコンボ
コマンドは右向き時のもの（左向き時はレバー入力を逆にする）。パンチはP、キックはKと表記する。
立ち弱K･立ち中P（キック→フック）
『1st』でのみ使用するターゲットコンボ。
←弱K･立ち中P（ニーダガー→フック）
『2nd』以降で使用するターゲットコンボ。

### 必殺技
トルネイドフック
身体を捻って、その反発で勢いを増して回転して、連続でフックを打つ技。
電磁ブラスト
上半身から放電する。威力は高くないが、対空技として機能する。単発技ではないので空中ブロッキングにも強め。
ライジングコブラ
身を丸めてから起き上がりつつ踵落としを決める技。しゃがみガード不能。EX版では踵が2hitする。
フライングバイパー
跳び上がって空中から腕を伸ばしてのダブルチョップを入れる技。しゃがみガード不能。上手に使えば飛び道具を飛び越えたりもできる。EX版は飛び掛かる速度が上がり、チョップが2回になる。
スネークファング
相手の脚を掴みにいき、後ろに勢いよく投げ飛ばす打撃投げ。見た目通り立ちガード不能。背後から掴むと「ジャーマンスープレックス」に変化する。『2nd』までは小技からの連続技として繋がる便利な技だったが、『3rd』では繋がりにくくなった。

### スーパーアーツ
SA1 - 超電磁ストーム
- ストック数 [1st-2/2nd・3rd-1] 　ゲージの長さ[1st-96/2nd・3rd-88]

「電磁ブラスト」の強化版。ある程度近い距離なら吸い寄せて当てることができる。ストック数は『1st』のみ唯一2本で他は1本。また『1st』のみゲージが少し長い。
SA2 - スラムダンス
- ストック数 [全作-1] 　ゲージの長さ[1st-96/2nd・3rd-104]

「ジャーマンスープレックス」2回から「フランケンシュタイナー」を決める投げ技。ストック数はシリーズ通して1本。『1st』のみゲージが少し短い。威力は高いが、外した時はゲージが丸損になってしまう。しかし、外した時の隙は小さい。
SA3 - エレクトリックスネーク
- ストック数 [全作-2] 　ゲージの長さ[1st・2nd-64/3rd-72]

地を走る電撃を放つ飛び道具。ストック数はシリーズ通して2本。『3rd』のみゲージが少し長い。威力は低めだが、スタン値が高い。

## 担当声優
- マイケル・サマーズ （『1st』/『2nd IMPACT』）
- ローレンス・ベイン （『3rd STRIKE』）

## その他
- ユリアンの『2nd』のエンディングでは、色違いのネクロが多数登場する。
- ヒューゴーの『2nd』のエンディングでは、ネクロがCPU戦での最後の対戦相手だった場合に、タッグチーム「ザ・サンダーボルト」を結成する。その際のキャッチコピーは「超電磁エイリアン」。
- 『3rd』では、ネクロを基にして作られた人造人間のトゥエルヴが登場していて、試合開始時は専用のイントロがある。
- 『MARVEL VS. CAPCOM 2』でダルシムを弱キックでキャラクター選択すると、ネクロとよく似たカラーになる。
- 『SNK VS. CAPCOM 激突カードファイターズ』全シリーズ（トレーディングカードゲーム版も含む）ではキャラクターカードとして登場している。